# Napló (televíziós műsor)
A Napló a TV2 közéleti magazinműsora, amely 1997. október 5-én indult. A műsor 2025. május 4-én visszatért és vasárnap esténként látható a Tények után. A közéleti magazin főként társadalmi, közéleti és emberi témákkal foglalkozik.

## Története
A műsor 1997. október 5-én indult a TV2-n először Kotroczó Róbert, majd Sváby András műsorvezetésével. Első arculatváltására 1999-ben került sor, másrészt 2002. augusztus 11-én, harmadjára pedig 2003. május 2-án, amikor a műsor megújult díszletet, főcímzenét és szerkesztési stílust kapott. A műsornak a nézettsége a 2010-es évekre visszaesett, így a TV2 2014. november 29-től nem folytatta a műsort.
2025. április 14-én a TV2 bejelentette, hogy megújult formában visszatér a Napló 2025. május 4-én. Az új változat műsorvezetője Pachmann Péter lett. A műsor vasárnap esténként, a Tények után kerül képernyőre 19:00 órás kezdéssel. A műsor egy új modernebb arculatot és főcímzenét kapott, célja, hogy komoly ellenfelet adjon az RTL-es Házon kívülnek.
A megújult Napló közvetlen versenytársa az RTL-es Házon kívül és a 2017 óta az ATV-n futó Heti Napló Sváby Andrással, melyet az eredeti műsor korábbi főszerkesztője és műsorvezetője, Sváby András vezet. 

## Műsorvezetők és riporterek
| Műsorvezető          | Mióta a Napló műsorvezetője?           |
| -------------------- | -------------------------------------- |
| Pachmann Péter       | 2025. május 4.                         |
| Riporterek           |                                        |
| Balogh Zsuzsa        |                                        |
| Gellért Alpár        |                                        |
| Milák Bettina        |                                        |
| Spielmann Zoltán     |                                        |
| Korábbi műsorvezetők |                                        |
| Vujity Tvrtko        | 2009. december 6. – 2014. november 29. |
| Papp Gergely         | 2007. július 22., 2008. július 13.     |
| Azurák Csaba         | 2006. január 29. – 2014. január 5.     |
| Sváby András         | 1997. október 12. – 2007. február 11.  |
| Kotroczó Róbert      | 1997. október 5.                       |
| Korábbi riporterek   |                                        |
| Dorogi Gabriella     |                                        |
| Szalay Ádám          |                                        |
| Szántó Dávid         |                                        |
| Való Gábor           |                                        |
| Vujity Tvrtko        |                                        |